# Modesto Gaetano Merzario
Modesto Gaetano Merzario (Soresina, 29 luglio 1930 – 1996) è stato un politico italiano.

## Biografia
Inizia la propria attività politica in provincia di Cremona dove viene eletto consigliere provinciale nel 1956 per il PSI, eletto assessore nella prima giunta di centro-sinistra nel 1962, e riconfermato consigliere provinciale nel 1964 per il PSIUP.
Trasferitosi a Varese, viene eletto Segretario della Federazione del PSIUP di Varese, dal primo congresso del 1965 sino al suo scioglimento nel 1972. Iniziò la sua attività politica nel cremonese nella sinistra PSI. Fu uno dei fondatori del PSIUP.
Eletto Senatore nel collegio di Rho (Lombardia) nel 1972 per la lista PCI-PSIUP e successivamente parlamentare del PCI, nella VII e VIII legislatura. Fu nella VIII legislatura vicepresidente della commissione parlamentare per il parere al governo sulle norme delegate previste dalla legge istitutiva del Servizio sanitario nazionale.